# Crotalaria saharae
Crotalaria saharae es una especie de arbusto perteneciente a la familia de las fabáceas. Es originaria del Norte de África.

## Descripción
Es un arbustillo con tallos extendidos y erguidos de hasta 0,5 m, un poco leñoso en la base, cubiertos por un denso tomento de pelos blanquecinos dirigidos hacia abajo, hojas con 5-7 folíolos, la inflorescencia se produce en racimos de 6-10 flores, estandarte amarillo con nerviación castaño-rojiza muy marcada.

## Distribución
Habita en el Sahara septentrional en Marruecos y Argelia.

## Taxonomía
Crotalaria saharae fue descrita por Ernest Saint-Charles Cosson y publicado en Bulletin de la Société Botanique de France 11: 165. 1864.